# Île de l'Abreuvoir
Pour les articles homonymes, voir Abreuvoir (homonymie).
L'île de l'Abreuvoir est une île fluviale de France baignée par la Marne et située dans le Val-de-Marne, sur la commune de Champigny-sur-Marne. Elle est traversée du nord au sud par le pont de Champigny, un pont routier reliant Champigny-sur-Marne à Saint-Maur-des-Fossés et à la station de la gare de Champigny du RER A.